# Wereldkampioenschap volleybal vrouwen 2014 (kwalificatie CSV)
Deze pagina beschrijft het kwalificatieproces voor het Wereldkampioenschap volleybal dat zal worden gehouden in Italië. zes landen strijden om 2 plaatsen in het eindtoernooi . De Winnaar van het Zuid-Amerikaans kampioenschap volleybal vrouwen 2013 plus de beste land uit de 2e ronde plaatsten zich voor het WK

## Zuid-Amerikaans kampioenschap

### Deelnemende landen
- Argentinië
- Brazilië
- Chili
- Colombia
- Peru
- Venezuela

### Ranking
| Rank   | Team       |
| ------ | ---------- |
| Goud   | Brazilië   |
| Zilver | Argentinië |
| Brons  | Peru       |
| 4      | Colombia   |
| 5      | Venezuela  |
| 6      | Chili      |

De winnaar van het Zuid-Amerikaans kampioenschap is rechtstreeks gekwalificeerd voor het wereldkampioenschap in Italië.

De nummers 2 tot 5 spelen een kwalificatieronde, maar Venezuela trok zich terug.

## Tweede Ronde
- Locatie:  San Juan, Argentinië
- Data: 24-27 oktober 2013

| 1 | Argentinië | 6 | 2 | 0 | 6 | 0 | 150 | 45  |
| 2 | Colombia   | 2 | 1 | 1 | 3 | 5 | 144 | 175 |
| 3 | Peru       | 1 | 0 | 2 | 2 | 6 | 100 | 174 |

| Datum |            | Score |            | Set 1 | Set 2 | Set 3 | Set 4 | Set 5 |
| ----- | ---------- | ----- | ---------- | ----- | ----- | ----- | ----- | ----- |
| 18/10 | Peru       | 2-3   | Colombia   | 25-19 | 17-25 | 25-15 | 20-25 | 13-15 |
| 19/10 | Colombia   | 2-3   | Argentinië | 21-25 | 18-25 | 6-25  |       |       |
| 19/10 | Argentinië | 3-0   | Peru       | 25-0  | 25-0  | 25-0  |       |       |

Argentinië won de eerste twee sets (25-20 en 25-19) en leidde ook in de derde set (13-9) toen Peru zich terugtrok.
 
Daardoor won Argentinië  officieel met drie maal 25-0.